# 小田急エンジニアリング
株式会社小田急エンジニアリング（おだきゅう-）は小田急グループに属する、建設コンサルタント会社である。

## 概要
小田急建設（現・フジタ）の連結子会社・小田急設備株式会社として1989年6月に設立。
2008年4月に、親会社の小田急建設が大和ハウス工業と資本業務提携し、小田急電鉄が持つ小田急建設株式の一部が大和ハウス工業に譲渡され、小田急建設は小田急電鉄の連結から外れて大和ハウス工業の持分法適用会社となった。
これに伴い、小田急建設とその子会社である小田急設備、ケンキー工業の3社間で再編が行われ、小田急建設の軌道保守管理業を小田急設備に、小田急設備の建築設備業をケンキー工業にそれぞれ吸収分割で移管された。また、小田急建設が持つ小田急設備株式を小田急電鉄がすべて取得して軌道・電気通信設備をメンテナンスを行う子会社となった。
その後、小田急設備から小田急エンジニアリングに社名を変更し、2010年4月1日には同じ小田急グループの小田急設計コンサルタントを吸収合併した。
大きく3つの事業に分かれており、鉄道電気事業は、鉄道電気設備や通信保安設備の建設、保守を、軌道事業は鉄道軌道の建設、保守を、設計コンサルティング事業は、建築、土木、鉄道などの設計、監理をそれぞれ手掛ける。2013年4月1日からは小田急車両工業の業務終了に伴い、鉄道車両整備事業を引き継いだ。
2022年11月1日から本社を東京都渋谷区代々木から神奈川県海老名市めぐみ町（海老名駅西口）に移転した。